# 5인의 해병
《"5인의 해병"》은 대한민국에서 제작된 김기덕 감독의 1961년 전쟁 문학 드라마 영화 작품으로, 감독 데뷔 작품이다. 최무룡 등이 주연으로 출연하였고 차태진 등이 제작에 참여하였다.

## 줄거리
6.25 전쟁 중, 다섯 명의 해병대원이 적진 임무에 선발된다. 이들은 임무를 성공적으로 수행하지만, 복귀하기 전에 다섯 명 중 네 명이 전사한다.

## 출연

### 주연
- 최무룡
- 신영균
- 황해
- 곽규석
- 박노식

### 조연
- 김승호
- 독고성
- 김지미
- 윤일봉
- 황정순

## 기타
- 원작자: 박계주
- 조명: 박진수
- 미술: 박석인